# Museu das Bandeiras
O Museu das Bandeiras é um museu localizado na Cidade de Goiás, a 128 quilômetros de distância de Goiânia, capital do estado de Goiás.

## Edifício e história
A casa que hoje abriga o museu foi construída como Casa de Câmara e Cadeia da Província de Goiás. As obras de construção se iniciaram em 1761, por ordem de D. José I (na época em que João Manuel de Melo governava a província), e foram concluídas em 1766.
A antiga cadeia, que funcionou até o ano de 1950, ficava no térreo. Uma escada de madeira conduz ao andar superior, cujos salões serviam aos poderes legislativo e judiciário. Alçapões no piso superior davam acesso às salas da prisão. As atividades do lugar foram diminuindo gradativamente com o tempo.
Em 1937, a residência deixou de abrigar a Casa de Câmara porque a Cidade de Goiás deixou de ser a capital do estado. Por iniciativa de Pedro Ludovico, a capital migrou para a cidade de Goiânia, que, mesmo não sendo muito longe geograficamente da primeira, foi inteiramente planejada para receber a sede do poder administrativo.
Situado na parte alta de uma de suas principais praças, o edifício em que hoje está o Museu das Bandeiras ainda é considerado um dos mais imponentes da Cidade de Goiás. Durante a década de 1950, contudo, algumas modificações foram feitas em sua estrutura original a fim de oferecer melhores condições para que o prédio se transformasse em um museu. O acesso à cadeia, por exemplo, foi reformado para facilitar a entrada dos visitantes. Foram acrescentadas também novas portas e foram construídas dependências para os serviços de apoio aos visitantes e ao museu.
O edifício foi tombado como patrimônio histórico pelo Iphan em 1951.

## Museu
O acervo inicial do Museu das Bandeiras reunia documentos da Delegacia Fiscal do Tesouro Nacional, abrangendo o período colonial, imperial e republicano. Hoje, ele conta ainda com objetos de arte sacra, móveis, vestuário, armamentos, peças de porcelana, ferramentas de garimpo e utensílios domésticos, num total de 573 peças. Os itens marcam a história da presença portuguesa na Cidade de Goiás.
Além disso, painéis caracterizam a história da exploração dos bandeirantes na região nos séculos XVIII e XIX. A partir de 2006, o museu passou a exibir ainda a original Cruz de Anhanguera, originalmente deixada por Bartolomeu Bueno da Silva nas margens do Rio Paranaíba.

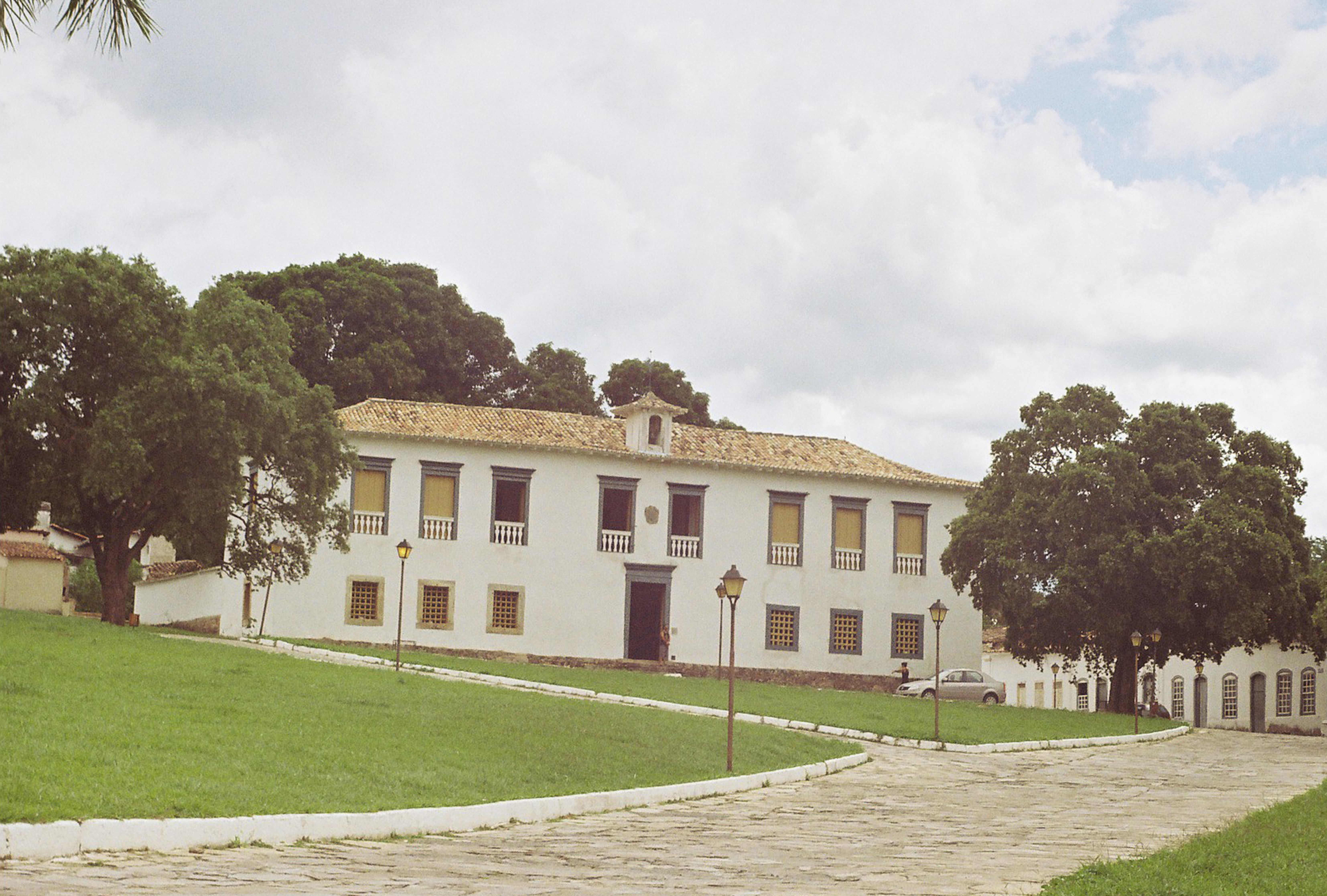
Casa de Câmara e Cadeia (Museu das Bandeiras)